# Gouvernement Gusenbauer
 (août 2023).
Si vous disposez d'ouvrages ou d'articles de référence ou si vous connaissez des sites web de qualité traitant du thème abordé ici, merci de compléter l'article en donnant les références utiles à sa vérifiabilité et en les liant à la section « Notes et références ».
IIe République d'Autriche
Schüssel II Faymann I
Le gouvernement Gusenbauer (en allemand : Bundesregierung Gusenbauer) est le gouvernement fédéral de la république d'Autriche entre le 11 janvier 2007 et le 2 décembre 2008, sous la XXIIIe législature du Conseil national.
Il est dirigé par le social-démocrate Alfred Gusenbauer, après la victoire du SPÖ à la majorité relative lors des élections législatives, et repose sur une « grande coalition » entre sociaux-démocrates et conservateurs. Il succède au deuxième gouvernement du conservateur Wolfgang Schüssel et cède le pouvoir au premier gouvernement de Werner Faymann après que le SPÖ est arrivé en tête des élections législatives anticipées de 2008.

## Historique du mandat
Ce gouvernement est dirigé par le nouveau chancelier fédéral social-démocrate Alfred Gusenbauer. Il est constitué et soutenu par une « grande coalition » entre le Parti social-démocrate d'Autriche (SPÖ) et le Parti populaire autrichien (ÖVP). Ils disposent ensemble de 134 députés sur 183, soit 73,2 % des sièges au Conseil national.
Il est formé à la suite des élections législatives du 1er octobre 2006.
Il succède donc au second gouvernement du conservateur Wolfgang Schüssel, constitué et soutenu par une « coalition noire-orange » entre le Parti populaire et l'Alliance pour l'avenir de l'Autriche (BZÖ).

### Formation
Le scrutin ne permet pas de reconduire la majorité sortante, tandis que l'option d'une alliance du Parti populaire avec le Parti de la liberté d'Autriche (FPÖ), voire avec le Parti de la liberté et l'Alliance pour l'avenir se révèlent impossibles. Le choix d'une grande coalition, formule au pouvoir entre 1945 et 1966, puis de 1987 à 2000, s'impose, sous la direction du Parti social-démocrate, qui dispose du plus grand nombre de sièges.

### Succession
Au mois de juillet 2008, les désaccords entre les deux partis sur la politique européenne conduisent le vice-chancelier conservateur Wilhelm Molterer à retirer son parti de la coalition, provoquant la chute du gouvernement et la tenue d'élections anticipées le 28 septembre suivant.
Le jour du scrutin, le Parti social-démocrate et le Parti populaire subissent de lourdes pertes mais n'ont d'autres choix que de continuer à gouverner ensemble. Le social-démocrate Werner Faymann, ministre fédéral des Transports, prend la succession de Gusenbauer et forme alors son premier gouvernement, avec le conservateur Josef Pröll comme numéro deux.

## Composition

### Initiale (11 janvier 2007)
Par rapport au gouvernement Schüssel II, Les nouveaux ministres sont indiqués en gras, ceux ayant changé d'attributions en italique. Les membres du gouvernement Gusenbauer initial sont :
| Fonction                                                                      | Nom | Nom                | Parti |
| ----------------------------------------------------------------------------- | --- | ------------------ | ----- |
| Chancelier fédéral                                                            |     | Alfred Gusenbauer  | SPÖ   |
| Vice-chancelier Ministre fédéral des Finances                                 |     | Wilhelm Molterer   | ÖVP   |
| Ministre fédéral des Affaires européennes et internationales                  |     | Ursula Plassnik    | ÖVP   |
| Ministre fédéral de la Santé, de la Famille et de la Jeunesse                 |     | Andrea Kdolsky     | ÖVP   |
| Ministre fédéral de l'Intérieur                                               |     | Günther Platter    | ÖVP   |
| Ministre fédéral de la Justice                                                |     | Maria Berger       | SPÖ   |
| Ministre fédéral de la Défense nationale                                      |     | Norbert Darabos    | SPÖ   |
| Ministre fédéral de l'Agriculture, des Forêts, de l'Environnement et des Eaux |     | Josef Pröll        | ÖVP   |
| Ministre fédéral des Affaires sociales et de la Protection du consommateur    |     | Erwin Buchinger    | SPÖ   |
| Ministre fédéral de l'Enseignement, des Arts et de la Culture                 |     | Claudia Schmied    | SPÖ   |
| Ministre fédéral des Transports, de l'Innovation et de la Technologie         |     | Werner Faymann     | SPÖ   |
| Ministre fédéral de l'Économie et du Travail                                  |     | Martin Bartenstein | ÖVP   |
| Ministre fédéral de la Science et de la Recherche                             |     | Johannes Hahn      | ÖVP   |
| Ministre fédéral des Femmes, des Médias et de la Fonction publique            |     | Doris Bures        | SPÖ   |

### Remaniement du1erjuillet 2008
- Les nouveaux ministres sont indiqués en gras, ceux ayant changé d'attributions en italique.

| Fonction                                                                      | Nom | Nom                | Parti |
| ----------------------------------------------------------------------------- | --- | ------------------ | ----- |
| Chancelier fédéral                                                            |     | Alfred Gusenbauer  | SPÖ   |
| Vice-chancelier Ministre fédéral des Finances                                 |     | Wilhelm Molterer   | ÖVP   |
| Ministre fédéral des Affaires européennes et internationales                  |     | Ursula Plassnik    | ÖVP   |
| Ministre fédéral de la Santé, de la Famille et de la Jeunesse                 |     | Andrea Kdolsky     | ÖVP   |
| Ministre fédéral de l'Intérieur                                               |     | Maria Fekter       | ÖVP   |
| Ministre fédéral de la Justice                                                |     | Maria Berger       | SPÖ   |
| Ministre fédéral de la Défense nationale                                      |     | Norbert Darabos    | SPÖ   |
| Ministre fédéral de l'Agriculture, des Forêts, de l'Environnement et des Eaux |     | Josef Pröll        | ÖVP   |
| Ministre fédéral des Affaires sociales et de la Protection du consommateur    |     | Erwin Buchinger    | SPÖ   |
| Ministre fédéral de l'Enseignement, des Arts et de la Culture                 |     | Claudia Schmied    | SPÖ   |
| Ministre fédéral des Transports, de l'Innovation et de la Technologie         |     | Werner Faymann     | SPÖ   |
| Ministre fédéral de l'Économie et du Travail                                  |     | Martin Bartenstein | ÖVP   |
| Ministre fédéral de la Science et de la Recherche                             |     | Johannes Hahn      | ÖVP   |
| Ministre fédéral des Femmes, des Médias et de la Politique régionale          |     | Heidrun Silhavy    | SPÖ   |